# Sportvereinigung Rapid Marburg
Lo Sportvereinigung Rapid Marburg (it. Associazione sportiva Rapid Maribor), noto come Rapid, fu una società calcistica slovena con sede a Maribor, al tempo parte del Regno di Jugoslavia. Fu attiva nel periodo interbellico e fu una delle più importanti società sportive della Ljubljanski nogometni podsavez (la sottofederazione calcistica di Lubiana), una delle 15 in cui era diviso il sistema calcistico del paese.
Come si evince dal nome, era la squadra della comunità tedesca di Maribor.

## Storia
Alla fine del 1918 sorgono le prime aspirazioni di fondare una nuova squadra di calcio tedesca a Maribor. Nel marzo 1919, il Sportvereinigung Rapid è ufficialmente nato con Franz Rueß come primo presidente. Quando viene istituita la federazione calcistica della Jugoslavia nell'aprile 1919, il Rapid diviene uno dei primi club ad aggregarsi. Dopo un anno Rueß si dimette e viene sostituito da Walter Thalmann, che nel gennaio 1920 sigla un contratto con le autorità cittadine per ottenere l'utilizzo di un terreno, dove oggi sorge lo Stadion Ljudski vrt, per i successivi 10 anni. Il nuovo campo viene inaugurato il 9 maggio 1920 con una gara fra Rapid e Slovan, con la vittoria di quest'ultimi per 4–2. Nel 1920 si svolge anche la prima edizione del campionato della sottofederazione di Lubiana ed il Rapid si piazza al secondo posto, dietro al Ilirija. Nelle successive tre stagioni, il Rapid viene sempre battuto dai rivali 1.SŠK Maribor nelle eliminatorie cittadine (la sottofederazione era divisa in 3 gruppi: Maribor, Lubiana e Celje; le vincitrici disputavano la fase finale), successivamente raggiunge per tre volte la finale, venendo sempre battuto dal Ilirija.
Nel 1927 il club è affetto da problemi finanziari e rischia l'espulsione dalla sottofederazione. Un anno dopo, il Rapid si trasferisce al Atletski stadion Poljane, il motivo per cui abbia abbandonato il Ljudski vrt, nonostante l'accordo decennale, non è conosciuto. Nel 1933 finisce secondo ancora una volta, stavolta dietro ai concittadini del 1.SŠK Maribor.
Durante la seconda guerra mondiale, il Rapid compete nel girone della Stiria nella federazione calcistica della Germania, ma il club viene sciolto quando l'esercito tedesco lascia la città.

## Palmarès
- Campionato della sottofederazione calcistica di Lubiana:

Secondo posto: 1920, 1924–25, 1925–26, 1926–27, 1932–33